# Petrești, Ungheni
Petrești este satul de reședință al comunei cu același nume  din raionul Ungheni, Republica Moldova. 
Localitatea se află la o distanță de 12 km nord de centrul raional Ungheni, 1 km de traseul de cale ferată Ungheni-Bălți, pe traseul internațional Chișinău-Iași și la 115 km de capitala Republicii Moldova or. Chișinău. Cele mai apropiate puncte vamale sunt: Vama Ungheni și Vama Sculeni. Localitatea are 5012 locuitori, inclusiv 782 copii până la 16 ani și 862 pensionari. La momentul efectuării recensământului peste hotarele țării erau plecate 566 persoane. În localitate lucrează 155 angajați bugetari, aproximativ 200 de persoane sunt angajate la instituțiile bugetare din orașul Ungheni (spitalul raional Ungheni, Comisariatul de Poliție Ungheni, Armata Națională etc.). În componența comunei Petrești intră două localități - satul Petrești și satul Medeleni.

## Legenda
Satul Petrești are o istorie multiseculară. Conform unei legende, denumirea satului provine de la niște pietre sau prundiș care se aflau în cantități mari în apropierea acestei așezări.
O altă versiune susține că numele satului provine de la un oarecare Petru, care a fost unul din primii locuitori ai satului.
Este inconsistentă legenda, potrivit căreia denumirea satului Petrești provine de la țarul Rusiei Petru I, sosit în Moldova în timpul campaniei de la Prut (1711).
În perioada romană, pe teritoriul unde în prezent se află satul Petrești, au existat vetrele a trei  sate, devastate de huni în anul 376. Aici, au fost identificate urme de case arse, obiecte casnice,  mai ales vase de argilă. Mai târziu, în jurul anului 1000, se presupune că ar fi existat un alt sat, căci în acest loc au fost atestate 10 movile funerare ce conțineau fragmente de vase de lut din  epoca  migrației  popoarelor.

## Din baza de date a primăriei Petrești

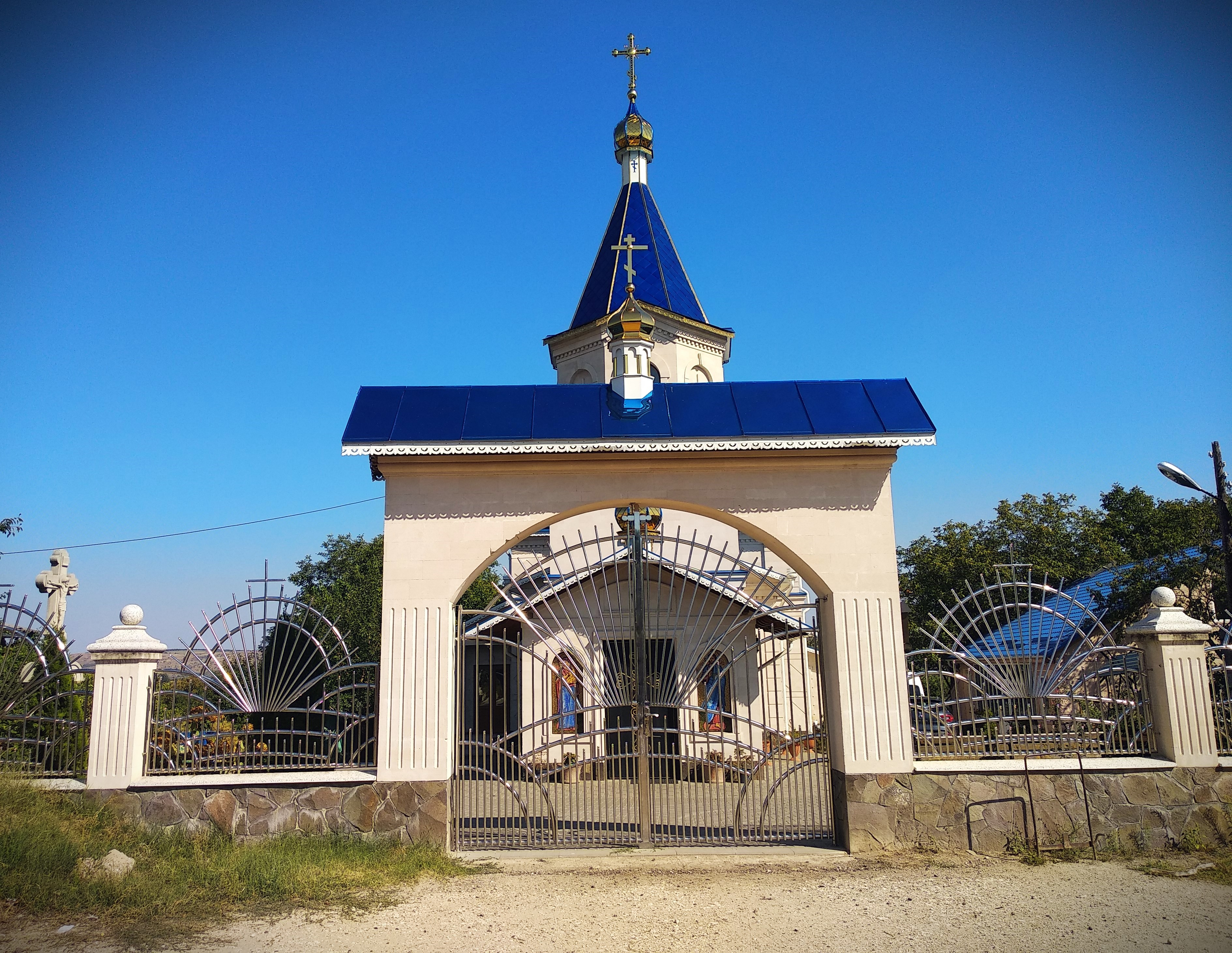
Biserica „Adormirea Maicii Domnului” din localitate.

Prima atestare documentară a satului Petrești este făcută la 15 septembrie 1583. Domnul Moldovei, Petru Șchiopu, prin hrisovul său a poruncit: „…am dat și am miluit sfântă mănăstire Galata, un sat anume Petreștii, în ținutul Cârligului supt Bucovina și cu poieni buni de fânețe și cu locuri de prisăci în deal, la fântână. Care sat Petreștii au fost drept domnescu, asculătoriu de ocolul Iașilor”.
Comuna Petrești se află la o distanță de 12 km nord de centrul raional Ungheni, la 1 km de calea ferată  Ungheni – Bălți și de traseul internațional Chișinău –Iași, la 115 km de Chișinău.
Suprafața totală e de: 4501,01 ha, dintre care: pământ  arabil – 3215 ha, pășuni – 486,59 ha, culturi multianuale- 36,26 ha, teren proprietate publică – 118,001 ha, teren proprietate de stat- 752,11  ha, teren proprietate privată – 677,32 ha, suprafețe irigate – 640 ha.
În Petrești funcționează de mai bine de patru ani Centrul Comunitar pentru Copii și Tineret “Alter ego”. este primul centru de acest tip deschis în raionul Ungheni. Are implementate deja cinci proiecte, valoarea totală a cărora depășește suma de 200 mii lei. Printre acestea se numără: “Prevenirea traficului de ființe umane”, finanțat de Centrul de Informare și Documentare privind Drepturile Copilului; “Tinerii de azi viitorul de mâine” – fundația Monsanto în cadrul proiectului “Promovarea ideilor tinerilor”; “Centrul de zi pentru copiii dezavantajați”, finanțat de Direcția Elvețiană pentru Dezvoltare și Cooperare. 

## Climă
Datorită poziției sale geografice, caracteristicilor reliefului precum și influenței maselor ciclonice atlantice și siberiene, clima satului are un caracter temperat-continental pronunțat, integrându-se în mod organic, ansamblului condițiilor naturale al Podișului Moldovei.
Radiația solară globală, cu valori termice medii anuale de 115 kkal/cm2  are o distribuție neuniformă în cadrul satului. 40% din totalul de radiație îi revine perioadei de vară (iulie - 17 kkal/cm2). În timp  ce iarna se realizează doar 10% (ianuarie - 2,2 kkal/cm2). Aceasta este legată și de durata de strălucire a soarelui, care este în jur de 2000 are anual, repartizate între 200 - 400 zile.
Temperatura aerului se caracterizează printr-o medie anuală de 9⁰ și o amplitudine anuală  a mediilor lunare de 24 - 25⁰ C. Mediile lunii ianuarie  sunt de -3⁰ C - -5⁰ C , iar  ale lunii iulie  sunt  de 20⁰ C - 22⁰ C. Diferențele dintre subunitățile înalte și cele joase ale reliefului ating de obicei -2⁰ C.
În legătură directă cu variația temperaturii aerului stau și datele  medii ale primului și ultimului îngheț și unele praguri termice care reprezintă interes pentru agricultură. În mod obișnuit la Petrești, ca și întreaga această regiune, primul înghețase produce în jurul datei de 15 octombrie, iar cel mai târziu 21 mai. Trecerea temperaturilor peste 0⁰C are loc în jur  de martie, iar coborârea lor  sub 0⁰C are loc 6 decembrie. Valorile de temperatură de peste 5⁰C începe pe la 23 martie, iar cele ce depășesc 10⁰ C se înregistrează între 11 aprilie și 20 octombrie. Această perioadă ține aproximativ 180-185 zile și este perioada de dezvoltare optimă a culturilor agricole, în care se realizează o sumă a temperaturilor active de 3000-3200⁰.
Numărul mediu anual a zilelor cu cer senin este de 107 zile, cel al zilelor cu cer noros ajunge la 144, iar cu cer acoperit de 144zile.Durta totală de strălucire a soarelui este în medie de 2051 ore pe an. Umiditatea relativă a aerului are valori medii anuale în jur de 70%.
În cea mai mare parte a anului precipitațiile cad sub formă de ploi, cu excepția intervalului cuprins între datele medii de 23 noiembrie și 21 martie, când de obicei se înregistrează 30-42 zile de zăpadă.
Un fenomen caracteristic climatului din această zonă îl constituie ploile cu caracter torențial din sezonul cald sub forma de averse cu o intensitate deosebită. Cele mai mari cantități de apă căzută în 24 de ore sunt de multe ori egale sau apropiate cu cele lunare.
Lipsa timp de 10-14 zile a precipitațiilor duce la apariția secetelor mai ales vara. În cursul unui an se înregistrează în medie 191 zile fără precipitații, iar gruparea lor în perioade mai mari are repercusiuni negative asupra agriculturii drept care se cere amenajarea intensivă a bazinelor hidrografice și sistemului de irigare.
Întreaga dinamică a atmosferei este dominată de masele de aer dinspre nord-vest; sud-est și nord care au frecvența de 20-29%(NV), 8-15% (SE) și 8-12%(N).
Viteza medie corespunzătoare celor trei direcții principale amintite înregistrează este de 4,6-5,7 m/s, 3,1-4,4 m/s și respectiv 2,5-4,5 m/s.

## Hidrografie
Sub raportul resurselor hidrice moșia satului Petrești se caracterizează printr-o zonă centrală deficitară încadrată spre sud și est de sectoarele străbătute de râul Prut și Gârla Mare, Șoltoaia și Vladnic. Din cantitatea totală a precipitațiilor atmosferice căzute într-un an mediu, dar care este destul de redusă, doar 14-17% alimentează pîraiele, rîul Prut și lacurile, cea mai mare parte se consumă prin infiltrație și evaporare. Aceasta situație justifică preocuparea din cele mai vechi timpuri a locuitorilor din această zonă de a amenaja iazuri care să suplimenteze rezervele de apă necesare agriculturii.
Aflându-se în zona Mării Negre, satul Petrești are și ape sărate presate răspândite în depunerile cainozoice, cu adâncimea lor înclinată în direcția sud, unde se observă și sărarea orizonturilor lor de jos a apelor subterane. Forța apelor presate  în partea de nord constituie 200–250 m, iar în partea de sus rar atinge 100 m.
De asemenea pe moșia satului Petrești se pot  întâlni ape hidrogeno-sulfurate, sărate, ioda-bronate ș.a. Apele subterane din localitate a căror existență este strânsă legată de condițiile geologice, fizico-geografice și situarea ei în zona Marii Negre, sunt reprezentate prin straturi acvifore de adâncime (captive) cât și prin straturi libere (acvifere).Straturile acvifore captive sunt puțin exploatate, cercetate și folosite. În ce privește straturile libere (acvifere) sunt reprezentate prin cele freatice situate la partea superioară a platourilor, la adâncime de 10–30 m. Ele sunt ușor alcaline (PH=7-7,5), cu o temperatură în jur de 9⁰C. Anume ele asigură alimentația obișnuită 
cu apă.